# Silvia Valdés
Silvia Patricia Valdés Quezada (Ciudad de Guatemala, 3 de junio de 1953) es una abogada, notaria y jurista guatemalteca que se desempeñó como presidente de la Corte Suprema de Justicia de Guatemala, fue la tercera mujer en ejercer dicho cargo, al mismo tiempo magistrada de dicha corte entre 2014 y 2023. Anteriormente fue magistrada de apelaciones entre 2009 y 2014.

## Carrera profesional
Silvia Valdés es Licenciada en Ciencias Jurídicas y Sociales con título de Abogada y Notario, y dos doctorados en derecho y administración de justicia de la universidad Mariano Gálvez. También tiene maestrías en derecho societario y procesal de varias universidades.

## Función como magistrada
Silvia Valdés fue elegida presidenta de la Corte Suprema de Justicia el 26 de septiembre de 2016. Pero en enero de 2017, la Corte Constitucional de Guatemala anuló su nombramiento por un año de mandato por supuesta irregularidad en el proceso. Pero dado que Valdés era magistrada vocal primera, tenía derecho a ser presidente interino. Nery Medina fue elegida en su lugar para el cargo máximo el 9 de febrero de 2017.
El 2019 —luego de vencido su mandato oficial como magistrada— presentó su renuncia al Congreso, que no la aceptó. A octubre de 2022, el órgano legislativo llevaba dos años sin elegir magistrados para el nuevo mandato, debido a una serie de irregularidades y acciones judiciales. Valdés y sus compañeros continuaron en sus cargos en la Corte, requeridos por la ley. Si bien, la Constitución guatemalteca establece un solo período de 5 años para los magistrados.
Hasta noviembre de 2023 la nueva corte no había sido electa por el Congreso de la República de Guatemala debido a un amparo que complicaba la elección por parte de los diputados. El 6 de noviembre de 2023 la Corte de Constitucionalidad viabilizó la elección y ordenó al congreso realizarla antes del 30 de noviembre. El 15 de noviembre fueron electos los siguientes profesionales: